# Winston Duke
Winston Duke (Tobago; 15 de noviembre de 1986) es un actor trinitense-ruandés de cine y televisión, más conocido por sus actuaciones en cintas cómo Nosotros (2019) del director Jordan Peele, y mundialmente conocido por interpretar al Hombre Mono en Black Panther, Avengers: Infinity War (2018), Avengers: Endgame (2019) y en Black Panther: Wakanda Forever (2022).

## Primeros años.
Duke nació en la isla de Tobago, Trinidad y Tobago, y se mudó a Estados Unidos con su madre, Cora Pantin, y su hermana cuando tenía nueve años. Estudió y se graduó del Brighton Institute de Rochester, Nueva York, en 2004.

## Carrera
Duke empezó a actuar en producciones de teatro para las compañías Portland Stage Company y Yale Repertory Theatre antes de participar en la serie televisiva Person of Interest. En Yale, entabló amistad con Lupita Nyong'o, con quien más tarde compartiría elenco en la película Black Panther. Winston regresó a su natal Trinidad y Tobago en 2012 para la producción de teatro de Un eco en el hueso, que protagonizó junto a la actriz Taromi Lourdes Joseph, siendo dirigido por Timmia Hearn Feldman.
Duke ha participado en películas del Universo Cinematográfico de Marvel interpretando al personaje de Black Panther M'Baku.

## Filmografía

### Cine
| Año  | Título                         | Rol         | Notas                                                     |
| ---- | ------------------------------ | ----------- | --------------------------------------------------------- |
| 2018 | Black Panther                  | M'Baku      | Nominado a los MTV Movie & TV Awards 2018 por Mejor pelea |
| 2018 | Avengers: Infinity War         | M'Baku      |                                                           |
| 2019 | Nosotros                       | Gabe Wilson | Personaje secundario                                      |
| 2019 | Avengers: Endgame              | M'Baku      | Personaje secundario                                      |
| 2020 | Nine Days                      | Will        |                                                           |
| 2020 | Spenser Confidential           | Hawk        |                                                           |
| 2022 | Black Panther: Wakanda Forever | M'Baku      |                                                           |
| 2024 | The Fall Guy                   | TBA         |                                                           |
| 2026 | Street Fighter                 | Dee Jay     |                                                           |

### Televisión
| Año       | Título                            | Rol            | Notas          |
| --------- | --------------------------------- | -------------- | -------------- |
| 2014      | Law & Order: Special Victims Unit | Cedric Jones   | Episodio único |
| 2014–2015 | Person of Interest                | Dominic / Mini | 7 episodios    |
| 2015      | The Messengers                    | Zahir Zakaria  | 3 episodios    |
| 2015      | Major Crimes                      | Curtis Turner  | Recurrente     |
| 2016      | Modern Family                     | Dwight         | 3 episodios    |